# Choudhary Rahmat Ali
Choudhary Rahmat Ali (en ourdou :  چودھری رحمت علی) né selon les sources le 16 novembre 1895 ou 1897 à Balachaur (en) et mort le 3 février ou 12 février 1951 à Cambridge, est l'un des fondateurs du Mouvement pour le Pakistan qui s'est prononcé pour la séparation d'avec l'Empire britannique des Indes lors de la partition des Indes et pour la création d'un État musulman indépendant. On lui attribue également la création du nom de cet État, le Pakistan.

## Biographie

### Études secondaires
Diplômé de la madrassa Islamia de Lahore en 1918, il enseigne ensuite à l'université Aitchison de cette même ville avant de poursuivre ses études de droit à l'université du Penjab. 
Il se rend en Angleterre en 1930 afin de s'inscrire à l'Emmanuel College de Cambridge dont il obtient le baccalauréat en arts en 1933 et la maîtrise en arts en 1940.

### Formation du mot «Pakistan»
Le 28 janvier 1933, il publie son pamphlet Now or Never (Maintenant ou jamais), dans lequel il « élabore » le mot « Pakistan » à partir des noms des cinq territoires du nord de l'Inde ; le « i » médian est ajouté pour des raisons phonétiques. 
Il détaille l'étymologie du mot dans un livre ultérieur :

« Pakistan is both a Persian and an Urdu word. It is composed of letters taken from the names of all our South Asia homelands; that is, Punjab, Afghania, Kashmir, Sindh and Balochistan. It means the land of the Pure. »

« Pakistan est un mot commun au persan et à l'ourdou. Il est composé de lettres venant des noms de toutes nos patries de l'Asie du Sud qui sont le Penjab, l'Afghanie, le Cachemire, le Sind et le Baloutchistan. Il signifie “le pays des hommes purs”. »

On peut cependant considérer que cet amalgame de noms propres pour former une nouvelle toponymie est donc hasardeuse et relève plus d'une étymologie populaire et poétique, puisque le « Bengale oriental », appelé par la suite « Pakistan oriental » (futur Bangladesh) n’y est pas mentionné alors qu’il représentait plus de la moitié de la population du futur État qui fut constitué en 1947. Il est à noter enfin qu'en ourdou : pâk signifie « pur » et stân veut dire « pays », avec un i de liaison, faisant ainsi du Pakistan, le « pays des purs » comme il le mentionne lui-même .

### L'indépendance

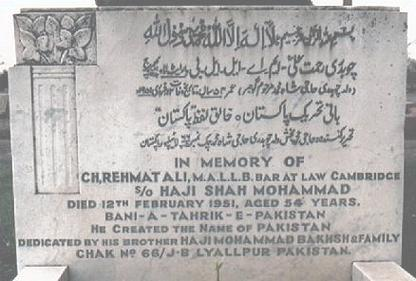
Tombe à Cambridge

Bien que fervent partisan de l'indépendance du Pakistan, il exprime dès son retour à Lahore en avril 1948 son insatisfaction quant au résultat obtenu et quitte à nouveau son pays en novembre de la même année. Il décède à l'Evelyn Nursing Home de Cambridge le 3 février 1951 et on l'enterre le 20 février au Newmarket Road Cemetery dans la même ville.